# Rimska očist
Rimska očist (sredozemni očist, četirzubna očist, lat. Sideritis romana), trajnica iz roda očista, porodica medićevki. Raširena je po Sredozemlju, uključujući i Hrvatsku
Postoje četiri podvreste

## Podvrste
- Sideritis romana subsp. curvidens (Stapf) Holmboe
- Sideritis romana subsp. numidica Batt.
- Sideritis romana subsp. purpurea (Talbot ex Benth.) Heywood, grimizni očist, raste i u Hrvatskoj.
- Sideritis romana subsp. romana